# 다이텐 겐조

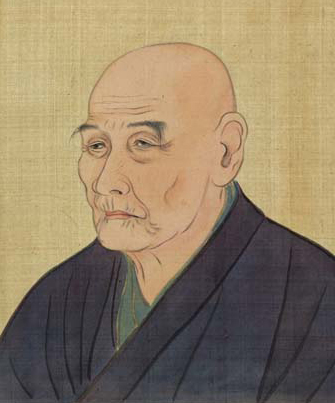
다이텐 겐조

다이텐 겐조(일본어: 大典顕常 다이텐 켄조[*], 1719년 ~ 1801년)는 에도 시대 중기에 활동한 선승이자 한시인(漢詩人)이다. 사도(茶道)에 조예가 깊었다. 명(名)은 겐조(顕常), 자(字)는 바이소(梅莊), 후에 지쿠조(竺常)라고 스스로 일컬었다. 오미국(近江国)에 소재한 간자키 군(神崎郡)에서 주이(儒醫)로서 활동하였던 아마보리 도안(今堀東安)의 아들로 태어났다.

## 필생
다이텐 겐조는 여덟 살이던 일천칠백이십육 년에 부친과 상경하여 우지(宇治)에 소재한 오바쿠슈(黃檗宗)에 딸린 절인 만푸쿠지(万福寺)에 들어갔다가 린자이슈(臨済宗)에 소속된 사찰인 쇼코쿠지(相国寺) 옮겨 시운안(慈雲庵)의 도호쿠지쇼(独峯慈秀)가 지도하는 환경에서 열한 살에 득오하였다.
다이텐 겐조는 사승(師僧)인 도호쿠지쇼(独峯慈秀)가 천화(遷化)하자 마흔한 살이던 일천칠백오십구 년에서 쉰네 살인 일천칠백칠십이 년까지 쇼코쿠지(相国寺)를 떠나 교토 인근 산중에 고도(高蹈)하여 문인으로서 생활하면서 기무라 겐카도[木村 蒹葭堂]를 위시와 통빙하였다. 이 시기에 조선 신사(信使)와 조우하였고 교토에서 야채 도매상점을 운영하다가 화가가 된 이토 자쿠추[伊藤 若冲]를 활발히 지원하기도 하였다.
쉰네 살에 쇼코쿠지(相国寺)로 귀산하여 쉰아홉 살인 일천칠백칠십칠 년에 쇼코쿠지의 제일백십삼 대 방장화상으로 추대되고서 예순세 살인 일천칠백팔십일 년에 쓰시마(津島)에 소재한 이테이안(以酊庵) 린반소(輪番僧)로서 임명되어 이 년간 조선을 대상으로 한 외교문서 작성을 담당하였다. 귀임하고서 예순아홉 살인 일천칠백팔십칠 년에는 통신사(通信使)를 징빙(徵聘)하고자 정한 기한을 뒤로 물려서 늘리려고 막부의 로주(老中)인 마쓰다이라 사다노부[松平 定信]가 다이텐 켄죠를 에도로 불러서 자문(諮問)한 적이 있다. 일흔다섯 살인 일천칠백구십삼 년에 텐다이슈(天台宗)의 리쿠뇨지슈(六如慈周)와 함께 일본에 남아 있지만 중국에 없는 석전(釋典)을 취감하여 규슈의 서북부에 있는 나가사끼를 이용하여 중국에 보내려고 시도하였으나 실현하지 못하였다. 일흔여덟 살이던 일천칠백구십육 년과 이순(耳順)인 일천구백팔십 년에 에도로 가서 막부에 통신사(通信使)를 징빙하는 사건을 자문(諮問)하였다. 일천팔백일 년에 쇼코쿠지(相国寺) 시운안(慈雲庵)에서 향년 여든세 살을 일기로 입연하였다.

## 저작

### 시집
토쿠가와지다이(徳川時代)에 오규 소라이[ 荻生徂徠]에서 개시되어 흥왕한 유교 고학(古學)의 일파인 코분지하(古文辞派)의 여러 시인이 지은 시에 노정하는 독특한 기풍이었지만, 일본에서 자고로 이어져 내려온 정형시로서 일본어 오 음과 칠 음으로 구성된 와까(和歌)를 대상으로 한 소양도 도저하였으며 그 요소를 한시에 도입하려고 시도한다. 작풍은 불교다운 틀에 구애되지 않고 자유로우면서 담대하다. 다수한 시권을 인행하고 현재에도 그것을 독해하여 느끼는 방법은 듬쑥하다.
- 『사쿠비슈(昨非集)』 이 권 이 책(1761)
- 『쇼쿠모세꼬(小雲棲稿)}』 십이 권 육 책(1775)
- 『키타젠분소(北禅文草)』 사 권 이 책(1792)
- 『키타젠시소(北禅詩草)』 육 권 이 책(1792)
- 『키타젠노코쿠사(北禅遺草)』 팔 권 사 책(1807)
- 『타이텐젠지다(大典禅師陀)』 일 책(1806)
- 『쇼쿠모세에부츠시(小雲棲詠物詩)』 이 권 이 책(1787)
- 『헤이구로꾸(萍遇録)』 이 책(1764)[3]
- 『쇼쿠모로론고쇼세쯔(小雲楼論語鈔説)』
- 『쇼쿠모로시쇼세쯔(小雲楼詩書鈔説)』

## 언역(諺譯)
- 『18세기 일본 지식인 조선을 엿보다』, 전재교ㆍ김문경ㆍ최원경ㆍ박상환ㆍ이도훈ㆍ이지연ㆍ하정원ㆍ한수희 공역, 성균관대학교출판부, 2013년 8월 20일.